# Coccus deformosum
Coccus deformosum är en insektsart som först beskrevs av Robert Newstead 1920.  Coccus deformosum ingår i släktet Coccus och familjen skålsköldlöss.
Artens utbredningsområde är Guyana. Inga underarter finns listade i Catalogue of Life.